# Iveco PAC
La série PAC d'Iveco est une gamme de camions lourds de chantier à capot lancée en 1976. 

## Histoire
En 1971, la cabine à capot de trois générations a été introduite sur les modèles Magirus-Deutz 120D12K/2 et 120D12AK/2. Les gens les avaient surnommés « Baubullen » (littéralement vélos de vacances). La gamme complète comprenait aussi les modèles Magirus-Deutz 160D15, 170D15AL, 232D19, 256D26, 290D26, 310D32 et 400D33 en version 4 × 2, 4 × 4, 6 × 4 et 6 × 6. Tous ces camions étaient équipés des moteurs Deutz refroidis par air d'ancienne génération développant entre 120 et 400 chevaux. 
Il devenait urgent pour le constructeur de réaliser de nouveaux investissements pour renouveler sa gamme vieillissante tant au niveau des cabines destinées aux camions longues distances que des moteurs dont les futures normes de pollution allaient pénaliser ceux refroidis par air dont il était le spécialiste. La part de marché de Magirus-Deutz dans le secteur des camions longues distances était inférieure à 10 % en Allemagne et les nouvelles cabines à capot de 3e génération ne pouvaient soutenir la comparaison avec les cabines avancées des concurrents.

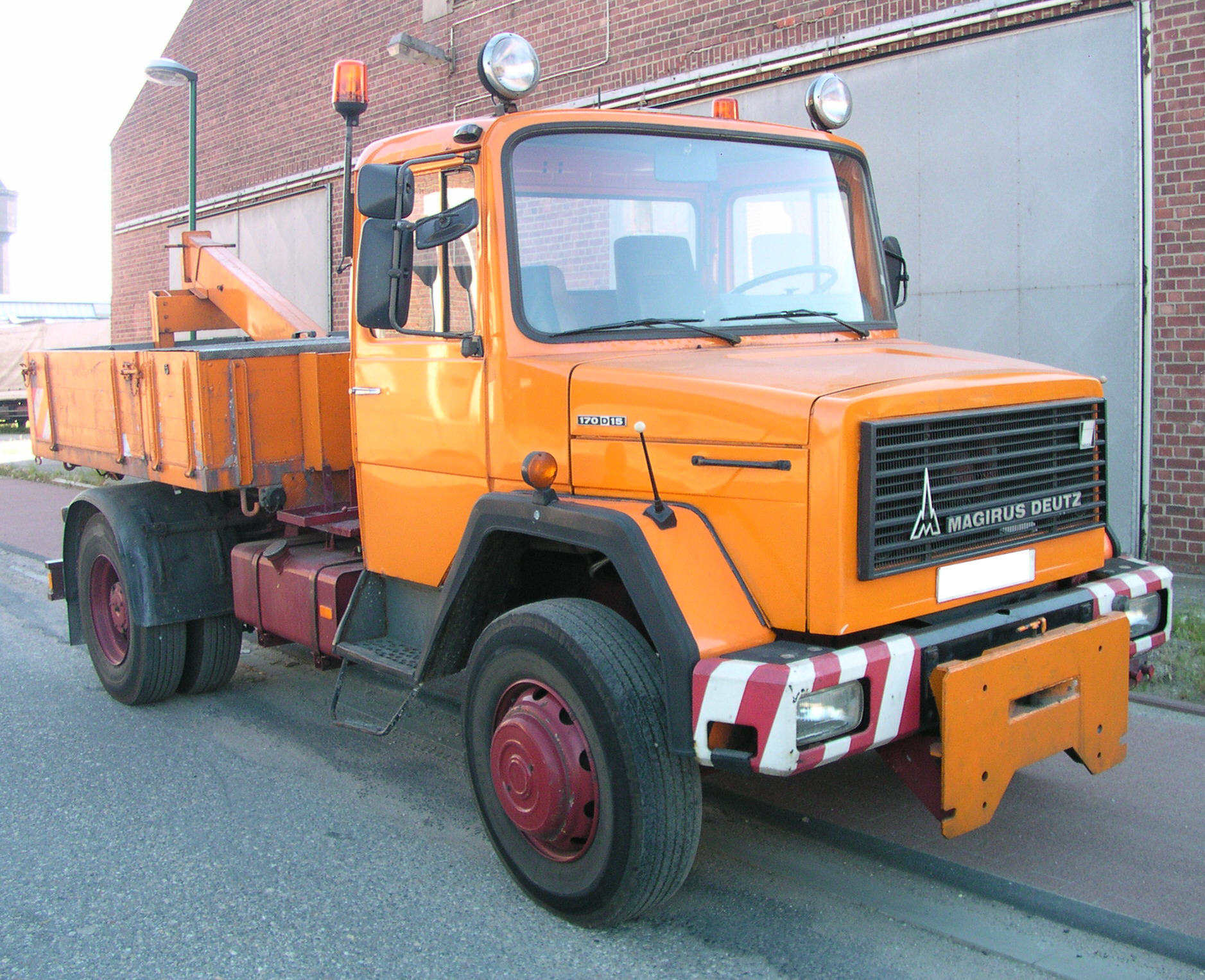
Camion Magirus-Deutz Iveco 170.D.15

Les constructeurs étrangers, notamment DAF, FIAT, Scania et Volvo, jusque-là peu présents sur le marché allemand, ont rapidement acquis de grosses parts de marché laissées libres par les erreurs stratégiques et la disparition de plusieurs constructeurs allemands. Dans le secteur des véhicules de chantier à traction intégrale, Magirus-Deutz a été dépassé en 1973 avec la nouvelle gamme Mercedes-Benz NG, lequel qui avait repris Hanomag-Henschel en 1970, alors qu'il n'avait aucune référence dans les transmissions intégrales. Daimler-Benz a ainsi pu lancer des véhicules de chantier à quatre roues motrices compétitifs en utilisant la technologie Henschel.

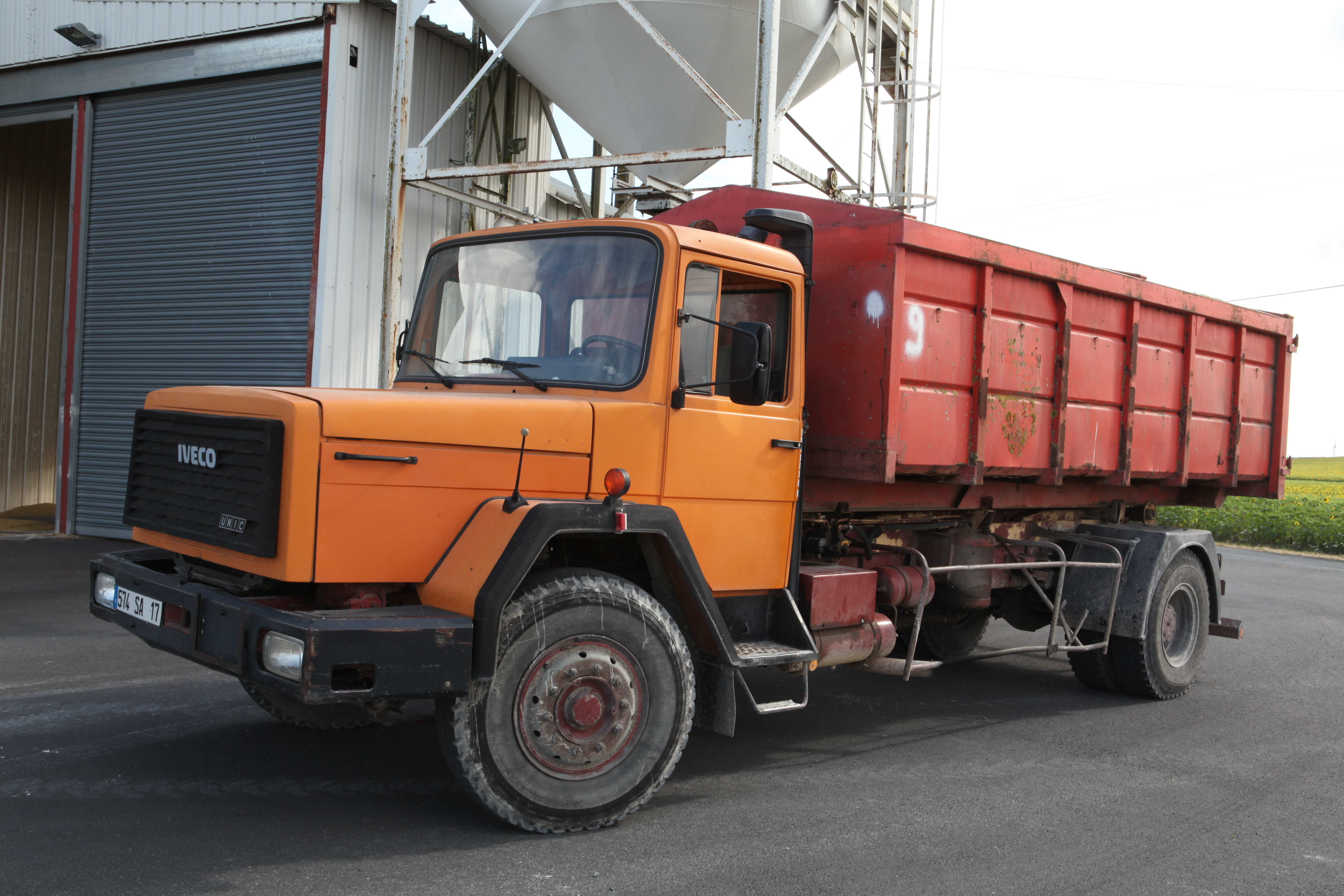
Camion IVECO Unic PAC 190.U.20

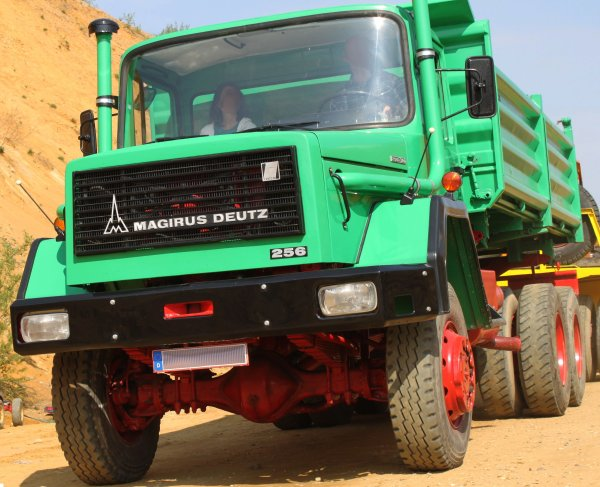
Camion Magirus Iveco 256.D.26 dernière génération

Une bouée de salut inespérée pour Magirus-Deutz est arrivée début 1974 avec une commande importante de 9 500 camions en ex URSS pour développer des gisements de pétrole en Sibérie. C'est le dernier contrat enregistré où les moteurs refroidis par air ont été préférés à cause de leur résistance aux climats extrêmes. Mais en sérieuses difficultés financières, le groupe KHD, propriétaire de Magirus-Deutz cherchait un partenaire pour redresser la situation financière mais surtout technologique. Après l'échec des négociations avec Daimler-Benz, un accord est trouvé avec le groupe italien Fiat qui rachète 75 % du constructeur et l'intègre à sa filiale Fiat V.I. le 1er janvier 1975 avec la création d'IVECO.
Dans un premier temps, la gamme de chantier Magirus-Deutz avec cabine à capot a été maintenue en état sous la marque Magirus-Deutz puis, à partir de 1977, Fiat-Iveco a retravaillé les modèles et les a équipés de mécaniques Fiat pour les marchés où ce type de véhicule avait encore une clientèle comme l'Allemagne et la France notamment. Ils ont été commercialisés indifféremment sous les marques Fiat, Magirus-Deutz ou Unic sous les dénominations typiques Fiat :
- 160 U ou M .20 pour Unic ou Magirus, camion 4 × 2 et 4 × 4 à 2 essieux de 16 tonnes de PTAC et moteur Fiat de 200 ch refroidi par eau, réservé au marchés allemands et français ;
- 190 F, U ou M pour Fiat, Magirus ou Unic, camion 2 essieux 4 × 2 de 19 tonnes ;
- 190AW F, U ou M .26, camion 2 essieux 4 × 4 avec moteur Fiat 6L de 260 ch ;
- 260 F, M ou U.26/30, camion 6 × 4 avec moteur Fiat 6L de 260 ou 300 ch ;
- 260AW F, M ou U, camion 6 × 6 avec moteur Fiat 6L de 260 ou 300 ch ;
- 330.35AW, camion 6 × 6 pour transports exceptionnels faisant suite au Magirus 310M26 6 × 6 avec une mécanique Fiat.

Cette gamme baptisée « PAC » n'a pas été commercialisée en Italie, pays où les camions sont tous avec cabine avancée depuis 1940. 
À partir de 1980, tous les modèles de la gamme PAC commercialisés sous les marques Fiat, Magirus et Unic ont été commercialisés sous la marque IVECO.
En 1982, IVECO équipe les modèles avec ses moteurs turbocompressés et la dernière génération de moteurs diesel Deutz de 6,1 à 13,4 litres a équipé les modèles destinés au marché allemand. 
En 1983, la version la plus puissante de la gamme 330.35 a été lancée équipée du moteur turbo Fiat 8210 de 17,4 litres de cylindrée développant 352 ch DIN.

## Les versions PAC exceptionnelles
La version 6 × 6 a été utilisée par la filiale IVECO-SIVI pour réaliser deux exemplaires de véhicules spéciaux pour transports exceptionnels développés sur commande spécifique : le Magirus 400M33 ou IVECO 330.40 ANW-H équipés d'un moteur Fiat de 400 ch DIN. Deux exemplaires ont été réalisés, l'un pour un transporteur Suisse et l'autre pour un pays nordique.